# Diezberg
Der Diezberg ist ein 3440 m hoher Berg im ostantarktischen Viktorialand. In der Deep Freeze Range ragt er unmittelbar südwestlich des Lahngletschers und 11 km nördlich des Mount Hewson auf.
Wissenschaftler der deutschen Expedition GANOVEX IV (1984–1985) benannten ihn. Namensgeberin ist die rheinland-pfälzische Stadt Diez.